# Liściokwiat

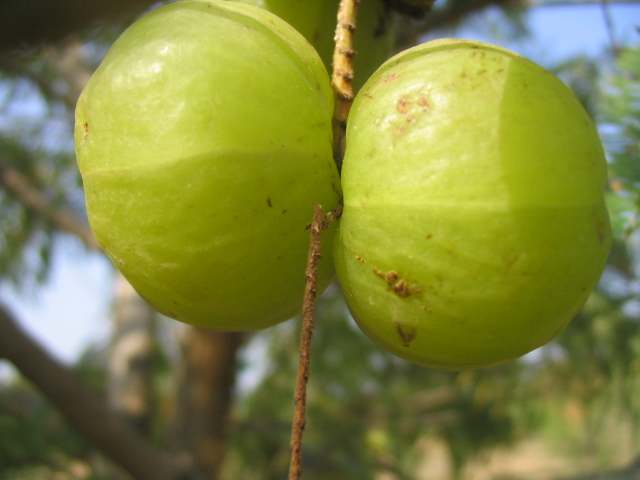
Owoce liściokwiatu garbnikowego

Liściokwiat (Phyllanthus) – rodzaj roślin należący do rodziny liściokwiatowatych (Phyllanthaceae). Należy do niego ok. 600 gatunków występujących na obszarach tropikalnych i subtropikalnych na całym świecie. Gatunkiem typowym jest Phyllanthus niruri L.

## Morfologia
Rośliny o sezonowych lub zimozielonych liściach tworzących dwa rzędy na pędzie. U młodych roślin często są czerwono nabiegłe. Kwiaty drobne, czerwone lub żółtozielone i bezpłatkowe. U niektórych gatunków zamiast liści występują postrzępione gałęziaki przypominające swoim wyglądem kwiaty. Owoce kuliste i drobne, u większości gatunków niejadalne, u niektórych tylko jadalne po ugotowaniu.

## Systematyka
Synonimy
Anisonema A. Juss., Aporosella Chodat, Arachnodes Gagnep., Ardinghalia Comm. ex Juss., Asterandra Klotzsch, Cathetus Lour., Ceramanthus Hassk., Chorisandra Wight, Cicca L., Clambus Miers, Conami Aubl., Dendrophyllanthus S. Moore, Dicholactina Hance, Dimorphocladium Britton, Emblica Gaertn., Epistylium Sw., Eriococcus Hassk., Fluggeopsis K. Schum., Genesiphylla L'Hér., Hemicicca Baill., Hemiglochidion (Müll. Arg.) K. Schum., Hexadena Raf., Hexaspermum Domin, Kirganelia Juss., Leichhardtia F. Muell., Lomanthes Raf., Maborea Aubl., Macraea Wight, Menarda Comm. ex Juss., Mirobalanus Burm., nom. Inval., Moeroris Raf., Nellica Raf., Niruri Adans., Nymania K. Schum., Nymphanthus Lour., Orbicularia Baill., Oxalistylis Baill., Phyllanthodendron Hemsl., Ramsdenia Britton, Reidia Wight, Rhopium Schreb., Roigia Britton, Scepasma Blume, Staurothylax Griff., Synexemia Raf., Tricarium Lour., Uranthera Pax & K. Hoffm., Urinaria Medik., Williamia Baill., Xylophylla L.
Pozycja systematyczna według Angiosperm Phylogeny Website (2001...)
Rodzaj z rodziny liściokwiatowatych (Phyllanthaceae) z rzędu malpigiowców, należących do kladu różowych w obrębie okrytonasiennych. W obrębie rodziny: podrodzina Phyllanthoideae .
Pozycja w systemie Reveala (1993-1999)
Gromada okrytonasienne (Magnoliophyta Cronquist), podgromada Magnoliophytina Frohne & U. Jensen ex Reveal, klasa Rosopsida Batsch, podklasa ukęślowe (Dilleniidae Takht. ex Reveal & Tahkt.), nadrząd Euphorbianae, rząd wilczomleczowce (Euphorbiales Lindl.), rodzina wilczomleczowate (Euphorbiaceae Juss.), podrodzina Phyllanthoideae Kostel. plemię Phyllantheae Dumort., podplemię Phyllanthinae Griseb., rodzaj liściokwiat (Phyllanthus L.).
Wybrane gatunki
- Phyllanthus acidus (L.) Skeels – liściokwiat kwaśny
- Phyllanthus amarus Schumach.
- Phyllanthus emblica L. – liściokwiat garbnikowy
- Phyllanthus latifolius (L.) Sw.
- Phyllanthus niruri L.